# Пі Джей Гарві
Поллі Джин Гарві (англ. Polly Jean Harvey; нар. 9 жовтня 1969, Брідпорт, Англія) — англійська співачка, авторка пісень, музикантка, продюсерка, акторка, поетеса та художниця. Відома насамперед як вокалістка та гітаристка, також добре володіє широким спектром інструментів.
Гарві почала свою кар'єру в 1988 році, коли приєдналася до місцевого гурту Automatic Dlamini як вокалістка, гітаристка і саксофоністка. Фронтмен гурту, Джон Періш, став її довгостроковим співавтором. 1991 року вона створила однойменне тріо під назвою PJ Harvey і згодом почала свою кар'єру як PJ Harvey. Тріо випустило два студійні альбоми Dry (1992) і Rid of Me (1993) перед тим, як розпалося, після чого Гарві продовжила свою кар'єру як сольна виконавиця. З 1995 року вона випустила ще дев'ять студійних альбомів у співпраці з різними музикантами, включаючи Періша, колишнього учасника гурту Роба Елліса, Міка Гарві та Еріка Дрю Фельдмана, а також багато працювала з продюсером Flood'ом.
Серед нагород, які отримала Гарві, — Mercury Prize у 2001 та 2011 роках за альбоми Stories from the City, Stories from the Sea (2000) та Let England Shake (2011), що робить її єдиною артисткою, яка здобула цю премію двічі. Вона також отримала вісім номінацій на премію Brit Award, сім номінацій на премію Ґреммі та ще дві номінації на премію Mercury Prize. Журнал Rolling Stone присудив їй три нагороди: «Найкращий новий артист» і «Найкраща співачка-пісняр» 1992 року, а також «Артист року» 1995 року. Rolling Stone також включив Rid of Me, To Bring You My Love та Stories from the City, Stories from the Sea до списку 500 найкращих альбомів усіх часів. У 2011 році вона була нагороджена за Видатний внесок у музику на церемонії NME Awards. 2013 року вона була призначена членом Ордена Британської імперії (MBE) за заслуги в музиці.

## Ранні роки
Поллі Джин Гарві народилася 9 жовтня 1969 року в Брідпорті, графство Дорсет, другою дитиною Рея та Єви Гарві. Її батьки володіли кар'єрним бізнесом на Хем-Хіллі, місці великого городища залізного віку, а Полі виросла на сімейній фермі в Корскомбі. У дитинстві вона відвідувала школу у сусідньому Бімінстері, де брала уроки гри на гітарі у фолк-співака і композитора Стіва Найтлі. Батьки познайомили її з музикою, яка згодом вплинула на її творчість, зокрема з блюзом, Капітаном Біфхертом і Бобом Діланом. Її батьки були завзятими шанувальниками музики і регулярно влаштовували зустрічі та невеликі концерти, вважаючи Єна Стюарта одним із своїх найстаріших друзів.
У підлітковому віці Гарві почала вчитися грати на саксофоні і приєдналася до інструментального гурту Bologne, яким керував композитор Ендрю Діксон. Вона також була гітаристкою фолк-дуету Polekats, з яким написала деякі зі своїх ранніх творів. Після закінчення школи вона вступила до Йовільского Коледжу і відвідувала базовий курс з образотворчого мистецтва.

## Кар'єра

### Automatic Dlamini: 1988—1991
У липні 1988 року Гарві стала учасницею Automatic Dlamini, гурту з Бристоля, з яким вона здобула великий досвід гри в ансамблі. Гурт, заснований Джоном Перішем у 1983 році, складався з ротаційного складу, до якого в різний час входили Роб Елліс та Єн Олівер. Гарві познайомилася з Перішем у 1987 році через спільного друга Джеремі Хогга, слайд-гітариста гурту. Забезпечуючи гру на саксофоні, гітарах і бек-вокалі, вона багато подорожувала протягом перших днів існування гурту, включаючи виступи у Східній і Західній Німеччині, Іспанії та Польщі на підтримку дебютного студійного альбому The D is for Drum. Друге європейське турне відбулося протягом червня і липня 1989 року. Після туру гурт записав Here Catch, Shouted His Father, свій другий студійний альбом, між кінцем 1989 і початком 1990 року. Це єдиний матеріал Automatic Dlamini, в якому брала участь Поллі, але він так і залишився невиданим, хоча бутлеґові версії альбому знаходяться в обігу.
У січні 1991 року Гарві покинула гурт, щоб заснувати власну групу з колишніми колегами по гурту Еллісом та Олівером, хоча вона також сформувала тривалі особисті та професійні стосунки з іншими учасниками, особливо з Перішем, якого вона називала своєю «музичною спорідненою душею». Періш згодом брав участь у створенні, а іноді і співпродюсуванні сольних студійних альбомів Гарві, а також неодноразово гастролював з нею. Як дует, Періш і Гарві записали два спільних альбоми, де Періш написав музику, а Поллі — тексти. Крім того, подругою Періш наприкінці 1980-х була фотограф Марія Мохнач. Вони з Гарві стали близькими друзями, і Мохнач знімала та створювала більшість обкладинок альбомів та музичних відеокліпів Гарві, зробивши значний внесок у її публічний імідж.
Поллі говорила про свій час з Automatic Dlamini: «Я не дуже багато співала, але була просто щаслива навчитися грати на гітарі. Я багато писала, поки була з ними, але мої перші пісні були лайном. У той час я слухала багато ірландської народної музики, тому пісні були народними, повними свистульок і всього такого. Минула ціла вічність, перш ніж я відчула себе готовою виконувати власні пісні перед іншими людьми». Вона також дякує Перішу за те, що він навчив її виступати перед аудиторією: «Після досвіду роботи з групою Джона і його виступів я зрозуміла, що для мене, як для виконавиці, надзвичайно корисно взаємодіяти з людьми в залі, і, напевно, я навчилася цього, серед іншого, і від нього».

### PJ Harvey Trio; Dry та Rid of Me: 1991—1994
Гарві вирішила назвати свій новий гурт PJ Harvey Trio, відкинувши інші назви, оскільки «ніщо не здавалося правильним або просто пропонувало неправильний тип звучання», а також для того, щоб дозволити їй продовжувати займатися музикою як сольна виконавиця. Тріо складалося з Поллі на вокалі та гітарі, Елліса на барабанах і бек-вокалі та Олівера на бас-гітарі. Пізніше Олівер пішов, щоб приєднатися до все ще активного гурту Automatic Dlamini. Згодом його замінив Стів Вон. «Катастрофічний» дебютний виступ тріо відбувся на кегельбані у Village Hall у Чармуті у квітні 1991 року. Пізніше Гарві згадувала про цю подію так: "Ми почали грати, і я припускаю, що там було близько п'ятдесяти людей, і під час першої пісні ми «очистили зал». Залишилося лише двоє людей. І до нас підійшла жінка, підійшла до мого барабанщика, нас було всього троє, поки ми грали, і закричала на нього: «Невже ти не розумієш, що ти нікому не подобаєшся! Ми заплатимо тобі, ти можеш перестати грати, ми все одно заплатимо тобі!» Гурт переїхав до Лондона у червні 1991 року, коли Гарві подала заяву на вивчення скульптури, все ще не визначившись з майбутньою кар'єрою. За цей час гурт записав кілька демо-пісень і розіслала їх по звукозаписних лейблах. Незалежний лейбл Too Pure погодився випустити дебютний сингл «Dress» у жовтні 1991 року, а пізніше підписав контракт з PJ Harvey. «Dress» отримав масове визнання критиків після виходу і був визнаний синглом тижня в Melody Maker запрошеним рецензентом Джоном Пілом, який захоплювався «тим, як Поллі Джин здається роздавленою вагою власних пісень і аранжувань, ніби з них буквально висмоктують повітря… це гідно захоплення, хоча і не завжди приємно». Проте, Too Pure мало просували сингл, і критики стверджують, що «Melody Maker мав більше відношення до успіху синглу „Dress“, ніж Too Pure Records». 29 жовтня, через тиждень після релізу, гурт записав прямий ефір для Peel на BBC Radio 1, де виконав пісні «Oh, My Lover», «Victory», «Sheela-Na-Gig» і «Water».
У лютому наступного року тріо випустило «Sheela-Na-Gig», який став їхнім другим синглом, а в березні вийшов дебютний студійний альбом Dry. Як і попередні сингли, Dry отримав приголомшливий міжнародний відгук критиків. Курт Кобейн з Nirvana назвав альбом шістнадцятим з найулюбленіших у своєму посмертно опублікованому «Журналі». Rolling Stone також назвав Гарві автором пісень року і найкращою новою співачкою. Разом зі звичайною версією альбому вийшла лімітована версія Dry на подвійному LP, що містила як оригінальні, так і демо-версії кожного треку, під назвою Dry Demonstration, а також гурт отримав значне висвітлення на Reading Festival в 1992 році.
Island (PolyGram) підписав контракт з тріо в середині 1992 року на тлі війни великих лейблів, і в грудні 1992 року тріо вирушило до Кеннон-Фолс, штат Міннесота, щоб записати наступний альбом з продюсером Стівом Албіні. Перед записом з Альбіні 22 вересня гурт записав другу сесію з Джоном Пілом і записав версію пісні Боба Ділана «Highway 61 Revisited», а також дві нові пісні «Me Jane» та «Ecstasy». Запис з Альбіні проходив на студії звукозапису Pachyderm Recording Studio і завершився виходом альбому Rid of Me у травні 1993 року. Rolling Stone писав, що він «заряджений агресивним еротизмом і рок-люттю. Він переходить від блюзу до готики і гранжу, часто в межах однієї пісні». Альбом просувався двома синглами, «50ft Queenie» і «Man-Size», а також турами Сполученим Королівством у травні і Сполученими Штатами у червні, які продовжувалися там протягом літа.
Однак під час американської частини туру між учасниками тріо почали виникати внутрішні тертя. Дебора Фрост, пишучи для Rolling Stone, помітила «дедалі більшу особисту прірву» між учасниками гурту, і процитувала слова Гарві: «Це мене засмучує. Без них я б не потрапила сюди. Вони були потрібні мені тоді — дуже потрібні. Але вони мені більше не потрібні. Ми всі змінилися як люди». Попри особистісні проблеми в турі, кадри з живих виступів були зібрані і вийшли на повнометражному відео Reeling with PJ Harvey (1993). Останнім туром гурту було турне на підтримку U2 у серпні 1993 року, після чого тріо офіційно розпалося. У своєму останньому виступі на американському телебаченні у вересні 1993 року на «Вечірньому шоу з Джеєм Лено» Гарві виконала сольну версію «Rid of Me». Оскільки Rid of Me розійшовся значно більшим тиражем, ніж Dry, у жовтні вийшов альбом-компіляція демо-записів до альбому 4-Track Demos, який започаткував її кар'єру як сольної виконавиці. На початку 1994 року було оголошено, що менеджер U2 Пол Макгіннес став її менеджером.

### To Bring You My Love та Is This Desire?: 1995—1999
Розпочавши сольну кар'єру, Гарві почала співпрацювати з іншими музикантами. 1995 року вона випустила свій третій студійний альбом To Bring You My Love за участю колишнього колеги по групі Джона Періша, мультиінструменталіста Bad Seeds Міка Гарві та французького барабанщика Жана-Марка Батті, які продовжували виступати і записуватись з Гарві протягом всієї її кар'єри. Альбом також став її першим матеріалом, спродюсованим Flood'ом. Одночасно більш блюзовий і футуристичніший, ніж його попередники, To Bring You My Love продемонстрував, що Гарві розширила свій музичний стиль, включивши в нього струнні, органи і синтезатори. Rolling Stone у своїй рецензії зазначив, що «Гарві співає блюз, як Нік Кейв співає госпел: з більшим спотворенням, сексом і вбивствами, ніж ви пам'ятаєте». To Bring You My Love — це височенна готична версія гранжу". Під час наступних турів на підтримку альбому Гарві також експериментувала зі своїм іміджем та сценічним образом.

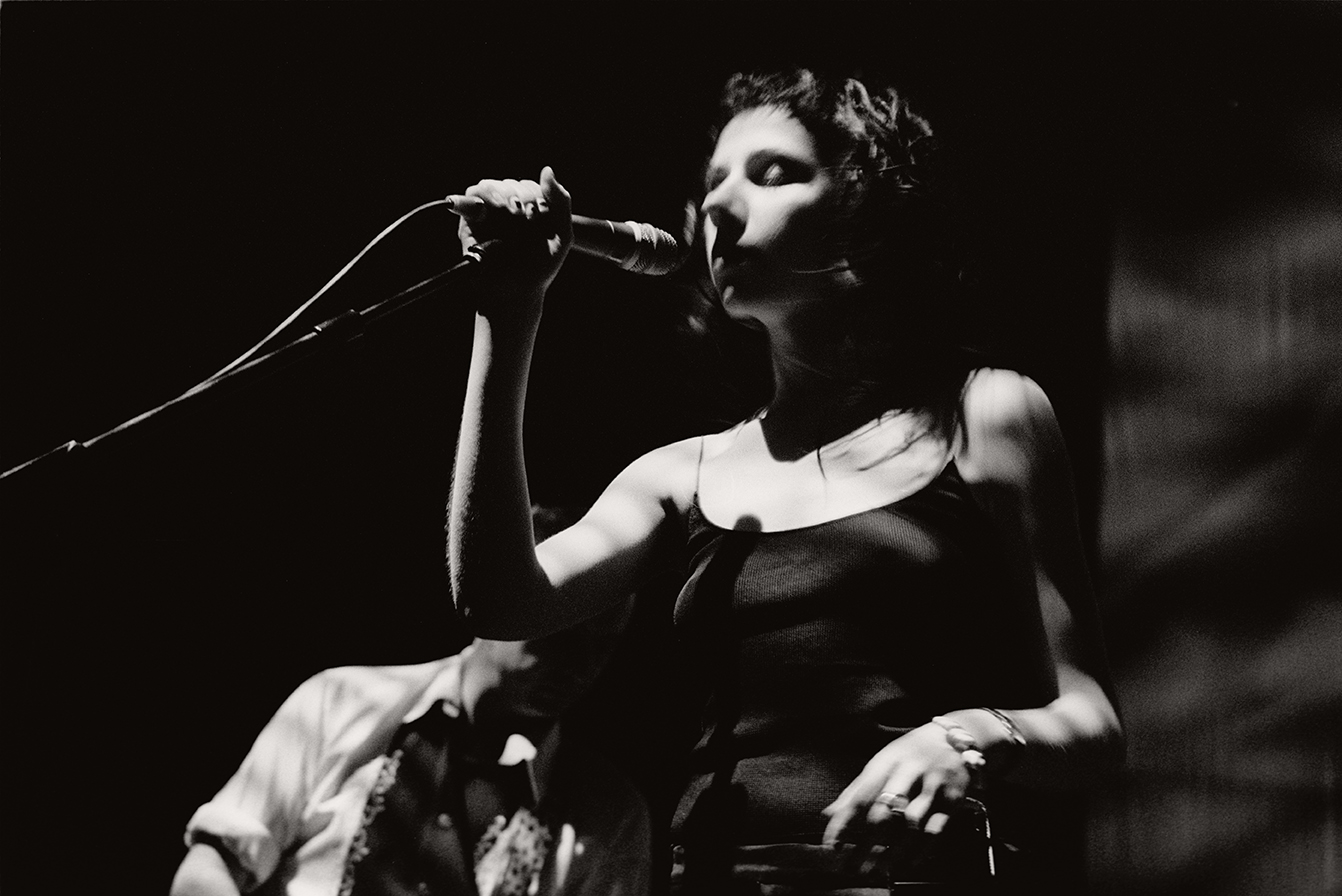
PJ Harvey, 1998, Кельн, Німеччина

Платівка стала несподіваним хітом сучасного рок-радіо в США завдяки головному синглу «Down by the Water». Відеокліп на нього часто крутили на MTV, і він став найвпізнаванішою піснею Гарві. Три наступні сингли — «C'mon Billy», «Send His Love to Me» та «Long Snake Moan» — також мали помірний успіх. Альбом мав комерційний успіх, продавши мільйон копій в усьому світі, в тому числі 370 000 у Сполучених Штатах. Він також отримав срібний сертифікат у Великій Британії протягом семи місяців після виходу, продавши понад 60 000 копій. У Сполучених Штатах альбом був визнаний альбомом року за версією The Village Voice, Rolling Stone, USA Today, People, The New York Times і Los Angeles Times. Rolling Stone також назвав Гарві артисткою року 1995 року, а Spin поставив альбом на третє місце у списку «90 найкращих альбомів 1990-х», поступившись Nevermind гурту Nirvana (1991) та Fear of a Black Planet гурту Public Enemy (1990). 1996 року Гарві також отримала свої перші номінації на премію Ґреммі за найкращу альтернативну музику та найкраще жіноче рок-вокальне виконання (пісня «Down By The Water»).
У липні 2020 року було анонсовано вінілове перевидання To Bring You My Love, до якого увійшли невидані демо-записи.
У 1996 році, після міжнародного успіху To Bring You My Love та експериментального спільного з Джоном Перішем альбому Dance Hall at Louse Point, Гарві почала писати матеріал, який увійшов до її четвертого студійного альбому. Це вона називала «неймовірно низьким періодом». Цей матеріал значно відрізнявся від її попередніх робіт і вводив елементи електроніки в її пісенну творчість. Під час запису в 1997 році до гурту Гаврі знову приєднався барабанщик Роб Елліс з PJ Harvey Trio, а Flood був знову найнятий як продюсер. Результатом сесій, що тривали до квітня наступного року, став альбом Is This Desire? (1998). Хоча спочатку альбом вийшов під змішані відгуки у вересні 1998 року, він мав успіх і отримав номінацію на премію Ґреммі за найкраще виконання альтернативної музики. Головний сингл альбому, «A Perfect Day Elise», мав помірний успіх у Великій Британії, досягнувши 25 місця в UK Singles Chart, ставши її найуспішнішим синглом на сьогоднішній день.

### Stories from the City, Stories from Sea та Uh Huh Her: 2000—2006
На початку 2000 року Гарві розпочала роботу над своїм п'ятим студійним альбомом Stories from the City, Stories from the Sea з Робом Еллісом та Міком Гарві. Написаний у її рідному Дорсеті, Парижі та Нью-Йорку, альбом продемонстрував мейнстрімніше звучання інді-року та попроку, ніж її попередні альбоми, а тексти пісень були присвячені темам кохання, пов'язаним з любов'ю Гарві до Нью-Йорка. У трьох треках альбому також взяв участь фронтмен гурту Radiohead Том Йорк, у тому числі у пісні «This Mess We're In», де він виконав вокальну партію. Після релізу в жовтні 2000 року альбом мав успіх у критиків і комерційний успіх, розійшовшись тиражем понад мільйон копій в усьому світі і потрапивши в чарти Великої Британії і США. Три сингли альбому — «Good Fortune», «A Place Called Home» і «This Is Love» — мали помірний успіх.

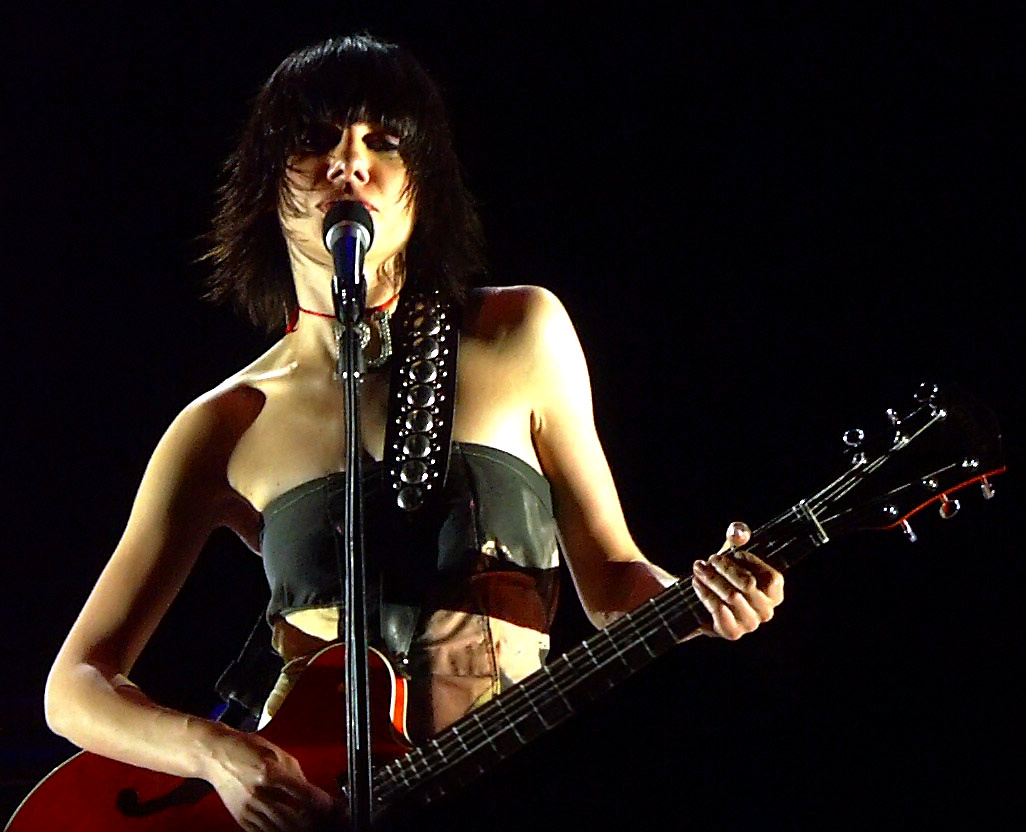
Гарві під час виступу, 2004

Альбом також отримав низку нагород, включаючи номінацію на премію BRIT Award за найкращу жіночу виконавицю та дві номінації на премію Ґреммі за найкращий рок-альбом та найкраще жіноче рок-виконання за третій сингл альбому, «This Is Love». Однак, що особливо примітно, Гарві була номінована на Mercury Prize 2001 року і отримала її. Церемонія нагородження відбулася в той самий день, коли сталися теракти 11 вересня в США, і Гарві перебувала на гастролях у Вашингтоні, округ Колумбія, одному з постраждалих міст, коли вона отримувала премію. Згадуючи про перемогу в 2011 році, вона сказала: «Цілком природно, що, озираючись назад, я пам'ятаю лише події, які відбувалися в усьому світі, і те, що я виграла премію в той день, не мало особливого значення в загальній схемі речей», зазначивши, що «це був дуже сюрреалістичний день». Того ж року Поллі також очолила опитування читачів, проведене журналом Q Magazine про 100 найвидатніших жінок в рок-музиці.
Протягом трьох років різноманітної співпраці з іншими артистами Гарві також працювала над своїм шостим студійним альбомом Uh Huh Her, який вийшов у травні 2004 року. Вперше з часів 4-Track Demos (1993) Поллі Джин грала на всіх інструментах — за винятком барабанів, виконаних Робом Еллісом, — і була єдиним продюсером. Альбом отримав «загалом схвальні відгуки» від критиків, хоча його продакшн часто критикували. Він також мав комерційний успіх, дебютувавши і досягнувши 12 місця в британському хіт-параді альбомів і отримавши срібний сертифікат BPI вже через місяць після релізу.
На підтримку альбому Гарві також здійснила велике світове турне, яке загалом тривало сім місяців. Вибрані записи з туру увійшли до першого концертного DVD Поллі, On Tour: Please Leave Quietly, що зняла Марія Мохнач і який вийшов у 2006 році.

### White Chalk та Let England Shake: 2007—2014

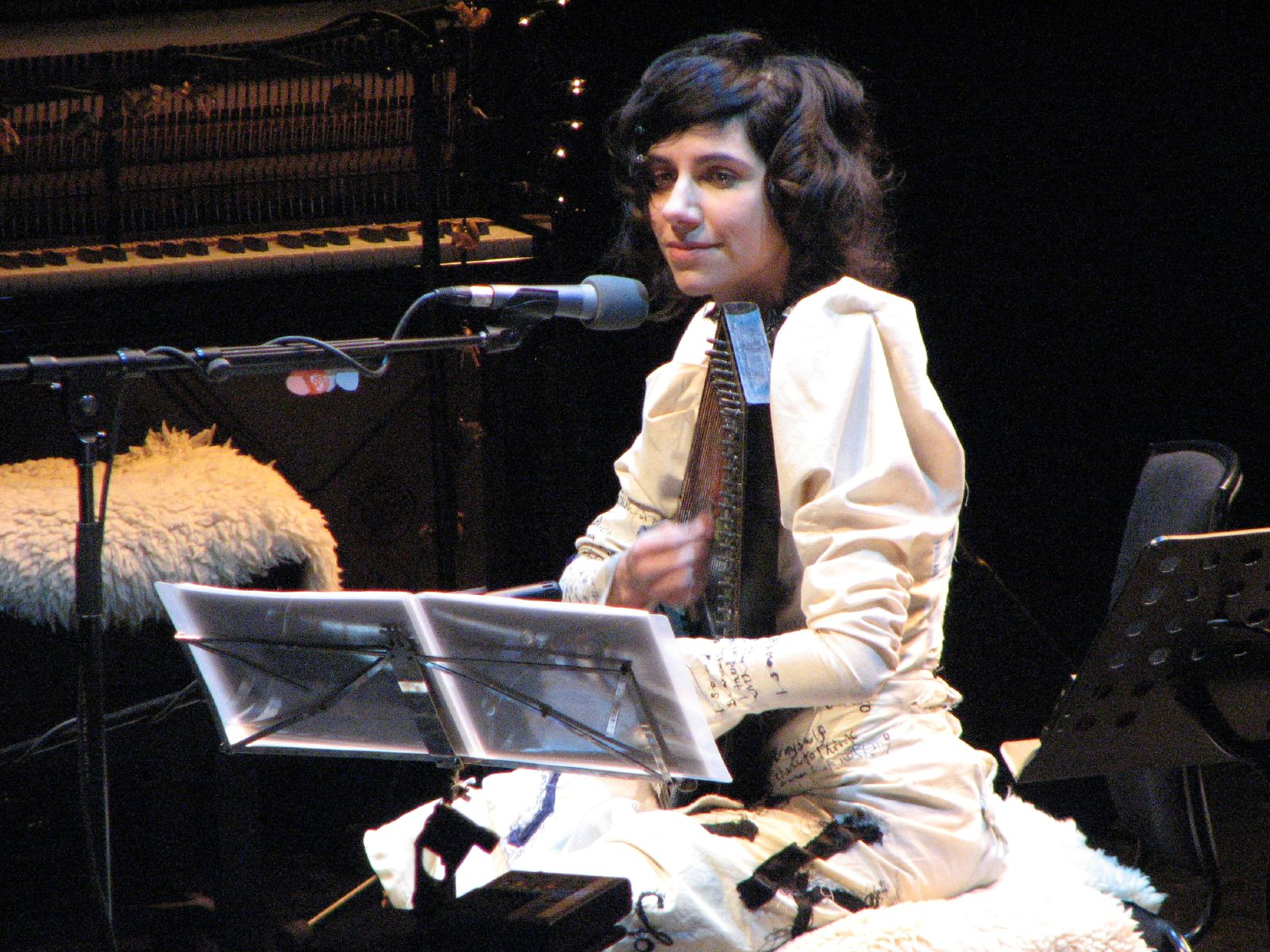
Гарві під час виступу з альбомом White Chalk, 2007

Під час свого першого виступу після туру Uh Huh Her на фестивалі літератури та мистецтв Hay Festival of Literature & Arts 26 травня 2006 року Гарві повідомила, що її наступний студійний альбом буде майже повністю фортепіанним. Після жовтневого релізу The Peel Sessions 1991—2004, збірки пісень, записаних з 1991 по 2000 рік під час її радіо-сесій з Джоном Пілом, вона почала записувати свій сьомий студійний альбом White Chalk у листопаді, разом з Flood'ом, Джоном Перішем, Еріком Дрю Фельдманом та барабанщиком Джимом Вайтом у студії в Західному Лондоні. White Chalk вийшов у вересні 2007 року і ознаменував радикальний відхід від її звичного стилю альтернативного року, що складався переважно з фортепіанних балад. Альбом отримав схвальні відгуки, його стиль був описаний одним з критиків як такий, що містить «псевдовікторіанські елементи — драматизм, стриманість, застарілі інструменти та звуки». Сама Гарві сказала про альбом: «Коли я слухаю цей альбом, я відчуваю себе в іншому всесвіті, насправді, і я не впевнена, чи це в минулому, чи в майбутньому. Запис збиває мене з пантелику, і це мені подобається — я не відчуваю цього часу прямо зараз, але я не впевнена, чи це 100 років тому, чи 100 років у майбутньому», підсумувавши звучання альбому як «дійсно дивне». Під час туру на підтримку альбому Гарві виступала без групи, а також почала грати на автоарфі, яка продовжує залишатися її основним інструментом після гітари і впливає на її матеріал з часів White Chalk.
У березні 2009 року вийшов її другий спільний альбом з Джоном Перішем A Woman a Man Walked By. Написаний у стилі панк-блюзу, фолку та експериментального року, він передував головному синглу «Black Hearted Love». Як і у випадку з їхньою першою роботою, Періш написав усю музику і зіграв на більшості інструментів, залишивши Поллі слова і спів.
У квітні 2010 року Гарві з'явилася на The Andrew Marr Show, щоб виконати нову пісню під назвою «Let England Shake». В інтерв'ю Марру перед виступом вона заявила, що новий матеріал, який вона написала, був «сформований з ландшафту, в якому я виросла, та історії цієї нації», а також як «людина, на яку впливає політика». Її восьмий студійний альбом Let England Shake вийшов у лютому 2011 року і отримав загальне визнання критиків. Рецензія NME 10/10 підсумувала альбом як «запис, який заглиблюється в саме серце темряви війни та її резонанс у минулому, теперішньому та майбутньому Англії», а інші рецензії також відзначили його теми та стиль написання як «криваві та сильні», поєднуючий «ефірну форму з брутальним змістом» та «найпотужніший з усіх її альбомів». В альбомі, присвяченому конфлікту в Афганістані та іншим епізодам з англійської історії, брали участь Джон Періш, Мік Гарві та Жан-Марк Батті як бек-гурт Полі Джин Гарві, і квартет багато гастролював у його підтримку. Після виходу двох синглів з альбому — «The Words That Maketh Murder» і «The Glorious Land» — і збірки короткометражних фільмів Шеймуса Мерфі, що супроводжували альбом, 6 вересня Гарві отримала свою другу музичну премію Mercury Music Prize. Нагорода зробила її першою артисткою, яка здобула цю премію двічі, і занесла її до Книги рекордів Гіннеса як єдину артистку, яка досягла цього, а продажі альбому Let England Shake зросли на 1,190 % за одну ніч після її перемоги. 23 вересня Let England Shake отримав золотий сертифікат у Великій Британії і був названий альбомом року за версією MOJO та Uncut.

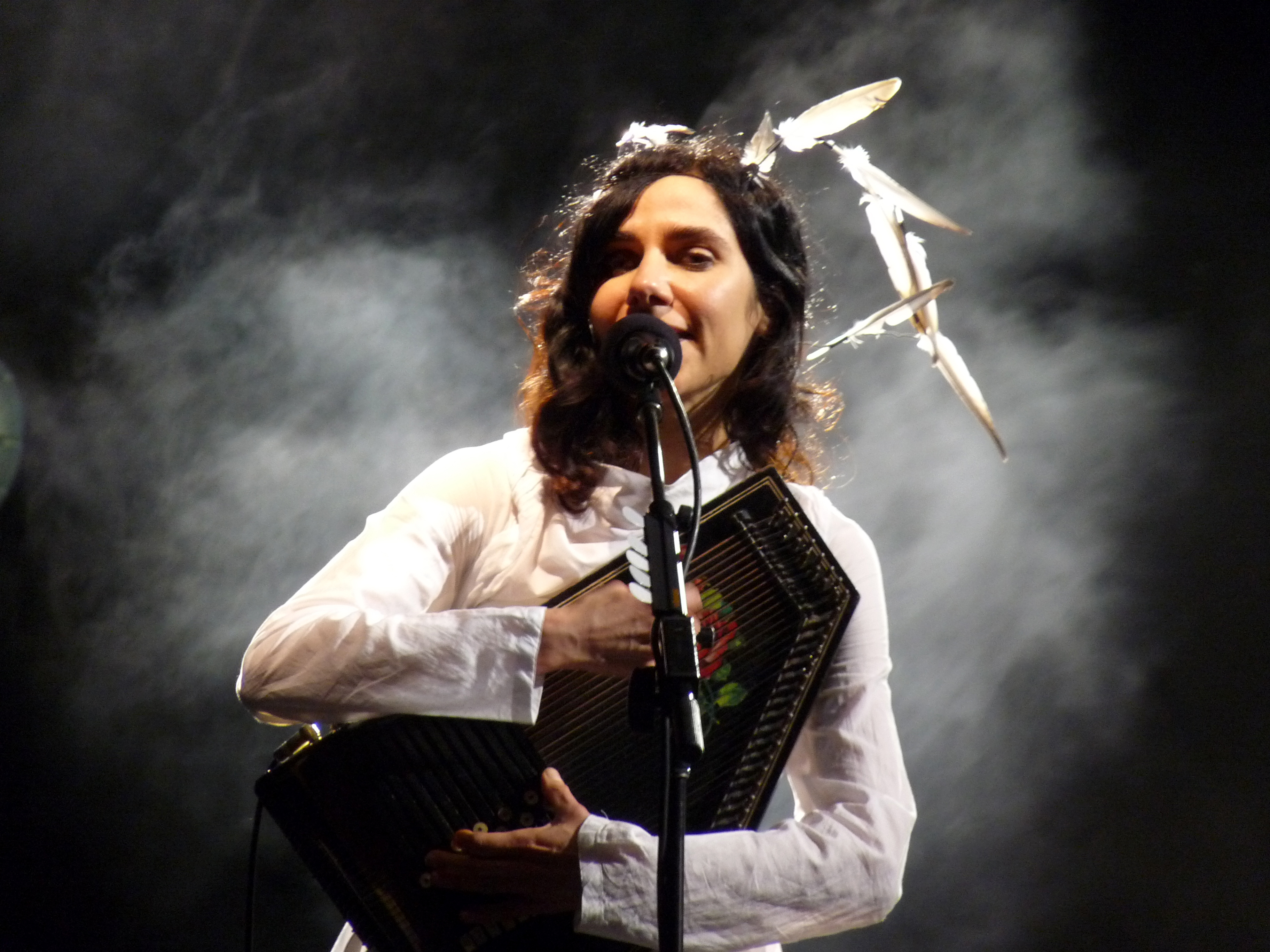
Гарві на фестивалі Coachella 2011

3 серпня 2013 року Гарві випустила пісню «Shaker Aamer» на підтримку однойменного в'язня табору в Гуантанамо, який був останнім британським громадянином, що утримувався там. У пісні детально описано, що довелося пережити Аамеру під час його чотиримісячного голодування.

### The Hope Six Demolition Project, and I Inside the Old Year Dying: 2015–дотепер

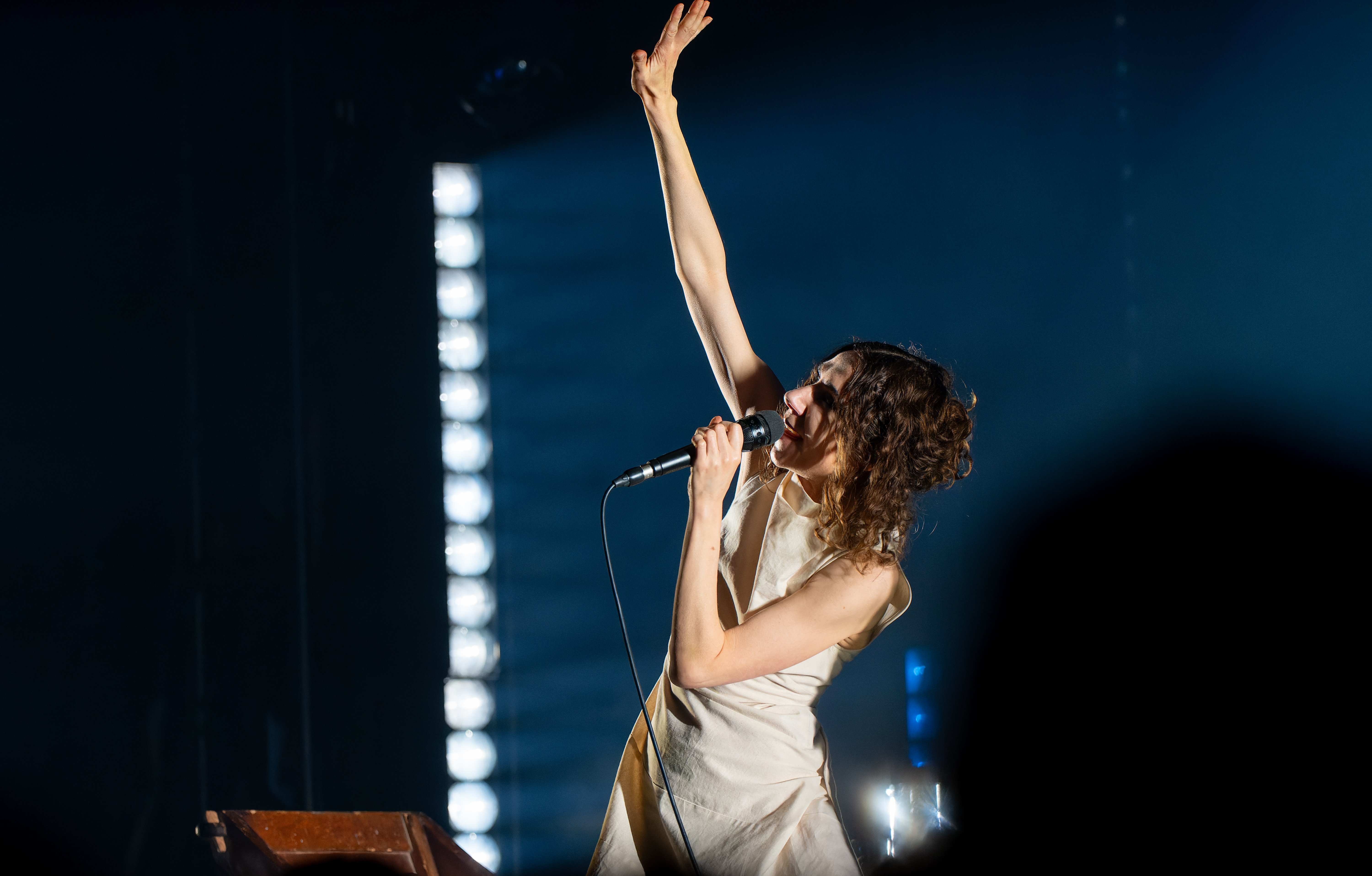
Гарві під час виступу у Roundhouse, Лондон, 2023

16 січня 2015 року Пі Джей Гарві розпочала запис свого дев'ятого студійного альбому The Hope Six Demolition Project перед живою аудиторією. Студія звукозапису була побудована на замовлення в лондонському Сомерсет-хаусі. Журнал Uncut відзначив, що, як і в її попередньому альбомі Let England Shake, багато текстів були політично забарвленими, але цього разу вони були більш глобально сфокусовані. Під час запису Поллі використовувала саксофони, автоарфу і бузукі. Продюсером альбому був став Flood. 18 грудня 2015 року Гарві випустила 20-секундний тизер альбому, який містив дату релізу — весна 2016 року.
21 січня 2016 року дебютний сингл «The Wheel» прозвучав на шоу Стіва Ламака на BBC Radio 6 Music. Альбом вийшов 15 квітня. 2 червня 2016 року було оприлюднено нове відео «The Orange Monkey». Режисером кліпу виступив ірландський режисер Шеймус Мерфі, він був знятий на основі кадрів з поїздок Мерфі та Гарві до Афганістану. Разом вони також відвідали Вашингтон та Косово, а результатом їхньої співпраці стала книга 2015 року «The Hollow of the Hand», в якій зібрані її вірші та його фотографії. Їхні враження від подорожі та творчий процес, що стояв за записом нового альбому, були задокументовані у документальному фільмі «A Dog Called Money», прем'єра якого відбулася на 69-му Берлінському міжнародному кінофестивалі.
Альбом досяг 1 місця в британському чарті альбомів і був номінований на премію «Ґреммі» в категорії «Найкращий альбом альтернативної музики». Більшу частину 2016 і 2017 років Гарві провела в турне по світу зі своїм гуртом з дев'яти музикантів, граючи переважно на саксофоні і даючи концерти в Північній Америці, Південній Америці, Європі та Австралії, які були високо оцінені критиками.
Відтоді Гарві продовжує активно працювала, часто випускаючи народні пісні для саундтреків до популярних телесеріалів і фільмів. 2019 року вона випустила альбом інструментального саундтреку до сценічної адаптації Іво ван Хоува «Все про Єву» з вокалом Джилліан Андерсон та Лілі Джеймс. У жовтні 2022 року вона випустила ще один повний альбом саундтреків до ірландського чорного комедійного телесеріалу Apple TV+ «Bad Sisters» разом з музикантом Тімом Філліпсом.
З 2020 по 2022 рік UMC/Island Records та Beggars Group розпочали кампанію з перевидання її студійних робіт, що супроводжувалася окремими демозаписами до кожного альбому. 4 листопада 2022 року вийшла компіляція з 59 пісень, раніше недоступних ні фізично, ні в цифровому вигляді, під назвою B-Sides, Demos and Rarities.
У червні 2022 року Гарві заявила, що заплановано , що її наступний студійний альбом вийде влітку 2023 року. У січні 2023 року журнал Rolling Stone помістив Поллі на 145 місце у списку 200 найкращих співаків усіх часів.
У квітні 2023 року на офіційному сайті Гарві було оголошено, що її десятий студійний альбом I Inside the Old Year Dying вийде 7 липня 2023 року на Partisan Records. Це також ознаменувало перший реліз (з моменту виходу альбому Dry лейблом Too Pure у 1992 році), коли Гарві випустила свій альбом на незалежному лейблі, після 30 років підписання контракту з Island Records, частиною Universal Music Group. Прем'єра першого синглу «A Child's Question, August» відбулася 26 квітня 2023 року. У вересні-жовтні 2023 року PJ Harvey здійснила тур Європою на підтримку нового альбому з 26 концертами, а влітку 2024 року планує виступити на 17 музичних фестивалях у Європі. Американський тур заплановано на осінь 2024 року. Альбом отримав широке визнання критиків, дебютував на 5-й сходинці UK Albums Chart і був номінований на 66-ту щорічну церемонію вручення премії Ґреммі як Найкращий альбом в жанрі альтернативної музики.

## Співпраця та проєкти

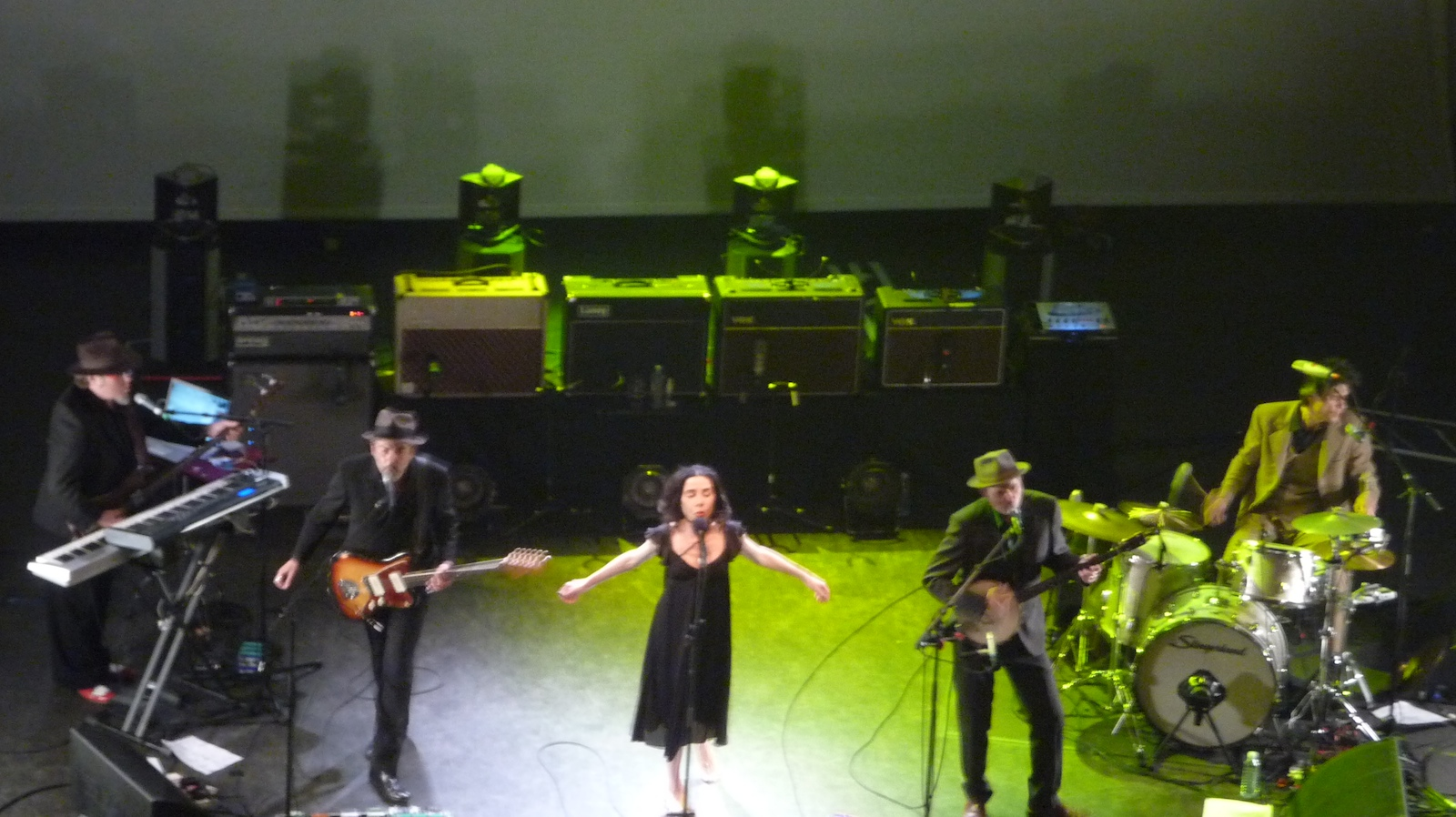
Джон Періш і Гарві під час виступу, 2009 рік

Окрім власної творчості, Гарві також співпрацювала з низкою інших артистів. 1995 року вона записала дует американської народної пісні «Henry Lee» з партнером Ніком Кейвом, а також з'явилася на кавер-версії пісні Боба Ділана «Death is Not the End», що вийшла на альбомі Nick Cave and the Bad Seeds Murder Ballads (1996). Того ж року вона заспівала пісню-тему "Who Will Love Me Now? " у фільмі Філіпа Рідлі Темний полудень. Після туру 1995 року вона познайомилася з Паскалем Комеладом і вирішила співпрацювати з ним, заспівавши на кількох треках, включаючи «Love too Soon» на його альбомі L'Argot du Bruit. У травні 1998 року, перед виходом альбому Is This Desire? вона з'явилася на альбомі Tricky Angels with Dirty Faces, виконавши вокальну партію в пісні «Broken Homes», а також зробила внесок в альбом Sparklehorse 2001 року It's a Wonderful Life, виконавши партію гітари, фортепіано і бек-вокалу в двох піснях, «Eyepennies» і «Piano Fire». Після туру на підтримку Stories from the City, Stories from the Sea вона взяла участь у вокалі восьми треків на Volume 9: I See You Hearin' Me і Volume 10: I Heart Disco сайд-проєкту Джоша Хомма The Desert Sessions, а також з'явилася в кліпі на пісню «Crawl Home». Протягом 2004 року Гарві продюсувала альбом Тіффані Андерс Funny Cry Happy Gift, а також продюсувала, виконувала і написала п'ять пісень для альбому Маріанни Фейтфул Before the Poison, і виконала бек-вокал у піснях «Hit the City», «Methamphetamine Blues» і «Come to Me» на альбомі Марка Ланегана Bubblegum. Гарві написала пісню «Slow-Motion Movie-Star», уривок з Stories from the City, Stories from the Sea, для четвертого студійного альбому Міка Гарві Two of Diamonds, що вийшов в 2007 році.
Гарві також записала два студійні альбоми з давнім співавтором Джоном Перішем. Альбом Dance Hall at Louse Point (1996) був написаний спільно з Перішем, за винятком пісні «Is That All There Is?», написаної Джеррі Лейбером і Майком Столлером. На альбомі вона також вказана як Поллі Джин Гарві, що, можливо, вплинуло на продажі альбому. Гарві також розмірковувала про те, що альбом став «величезним поворотним моментом» і «в ліричному плані він переніс мене в області, в яких я ніколи раніше не бувала». У 1998 році вона також виконала вокальну партію в пісні «Airplane Blues», що стала саундтреком до художньої виставки «Wingwalkers» Ребекки Годдард і дружини Періша, Мішель Хеннінг, і вийшла як завершальна пісня другого сольного альбому Періша «How Animals Move» у 2002 році. Після виходу альбому White Chalk Гарві возз'єдналася з Перішем для запису альбому A Woman a Man Walked By, який вийшов у березні 2009 року. Як і Dance Hall at Louse Point, альбом отримав позитивні відгуки і мав помірний комерційний успіх, досягнувши 25 місця в UK Albums Chart. Вона співпрацювала з єгипетським художником Рамі Ессамом над «The Camp», благодійним синглом, що вийшов у червні 2017 року на користь дітей-переселенців у ліванській долині Бекаа, які рятуються від сирійської громадянської війни.
Окрім співпраці, Гарві також розпочала низку проєктів як композитор. У січні 2009 року на Бродвеї відкрилася нова постановка Гедди Ґаблер Генріка Ібсена. У постановці режисера Єна Ріксона з Мері-Луїз Паркер у головній ролі прозвучала оригінальна партитура музики, написана Гарві. У листопаді 2011 року Гарві також написала частину партитури для довготривалої постановки Гамлета у лондонському театрі «Янг Вік». Згодом вона неодноразово працювала з Ріксоном, написавши музику для його постановок Електра, «Гніздо» і «Коза». 2019 року Гарві написала музику до постановки Іво ван Гоува All About Eve у Вест-Енді. Вона задокументувала свій творчий процес написання партитур в епізоді програми BBC Radio 4 «Behind the Scenes», яку вів журналіст Джон Вілсон.
У травні 2012 року Гарві написала дві пісні, «Horse» і «Bobby Don't Steal», для фільму Марка Казінса What Is This Film Called Love?, в якому також звучить «To Bring You My Love».
У 2014 році кілька пісень Гарві увійшли до другого сезону Гострих картузів.
У березні 2018 року Гарві і Періш випустили пісню «Sorry For Your Loss», присвячену співаку і автору пісень Марку Лінкоусу, який наклав на себе руки в 2010 році.
У 2019 році Гарві написала музику до міні-серіалу Шейна Медоуза The Virtues, що транслювався на Channel 4.
У 2022 році Гарві написала музику до серіалу Заради сестри для Apple TV+ від Шерон Хорган, Дейва Фінкеля та Брета Баера.

## Музичний стиль та вплив
Гарві володіє широким діапазоном контральто. Гарві не любить повторюватися у своїй музиці, що призводить до появи дуже різних за звучанням альбомів. У жовтні 2004 року в інтерв'ю Rolling Stone вона сказала: «Коли я працюю над новим альбомом, найголовніше — не повторюватися… це завжди моя мета: спробувати вийти на новий рівень і дійсно кинути виклик самій собі. Тому що я в цьому для того, щоб вчитися.» Хоча її музичний стиль описують як альтернативний рок, панк-блюз, артрок, та експериментальний рок, вона експериментувала з різними іншими жанрами, включаючи електроніку, інді-рок та фолк-музику.
Вона змінює свій зовнішній вигляд для кожного альбому, змінюючи стиль одягу або зачіску, створюючи унікальну естетику, яка поширюється на всі аспекти альбому, від обкладинки до живих виступів. Вона тісно співпрацює з подругою і фотографом Марією Мохнач, щоб розробити візуальний стиль кожного альбому. Приблизно під час роботи над To Bring You My Love, Гарві почала експериментувати зі своїм іміджем і додавати театральний аспект до своїх живих виступів. Її колишній модний стиль, який складався з простих чорних легінсів, светрів-водолазок і черевиків Dr. Martens, був замінений бальними сукнями, костюмами, перуками і надмірним макіяжем. Вона також почала використовувати сценічний реквізит, такий як мікрофон-ліхтарик у стилі Зіггі Стардаста. Вона заперечувала вплив дреґу, кабукі або перформансу на свій новий образ, який вона ласкаво охрестила «Джоан Кроуфорд на кислоті» в інтерв'ю журналу Spin у 1996 році, але зізналася, що «це поєднання елегантності, кумедності та огидності водночас є привабливим для мене. Насправді я вважаю, що носити такий макіяж, розмазаний по всьому тілу, надзвичайно красиво. Можливо, це просто моє викривлене відчуття краси.» Однак пізніше вона сказала журналу Dazed & Confused: «Це була свого роду маска. Це була набагато більша маска, ніж я коли-небудь мала. У той момент я була дуже загублена як особистість. У мене зовсім не залишилося почуття власної гідності», і вона ніколи не повторювала відверту театральність туру To Bring You My Love.
У ранньому віці батьки познайомили її з блюзовою музикою, джазом та артроком, які згодом вплинули на неї: «Я виросла, слухаючи Джона Лі Гукера, Гавліна Вулфа, Роберта Джонсона, а також багато Джимі Гендрікса та Капітана Біфхарта. Тож я познайомилася з усіма цими дуже співчутливими музикантами в дуже юному віці, і це назавжди залишилося в мені і, здається, проявляється дедалі більше, коли я стаю старшою. Я думаю, що те, якими ми стаємо з віком, є результатом того, що ми знали в дитинстві». Іншими впливовими артистами були «Ніна Сімон, The Rolling Stones, люди, на яких я виросла, слухаючи їх, але до яких я повернулася». У підлітковому віці вона почала слухати нью-вейв і синті-поп гурти, такі як Soft Cell, Duran Duran і Spandau Ballet, хоча пізніше стверджувала, що це був період, коли вона «трохи бунтувала проти колекції платівок моїх батьків». Пізніше, у підлітковому віці, вона стала фанаткою Pixies, а потім слухала Slint. Говорячи про свої впливи, вона називала Боба Ділана і Ніла Янга. Багато критиків порівнюють Гарві з Патті Сміт, що Гарві відкидає як «ледачу журналістику». Однак згодом Гарві сказала, що Сміт «так надихає і так пристрасно ставиться до того, що вона робить». Гарві також цитувала Сьюзі С'ю з точки зору живого виступу, кажучи: «На неї так цікаво дивитися, вона сповнена енергії та людських якостей». Вона також черпала натхнення в російській народній музиці, Енніо Морріконе, класичних композиторах, таких як Арво Пярт, Ерік Саті, Самюел Барбер, та Генрик Гурецький. Як лірик, Гарві згадувала численних поетів, авторів і ліриків, які вплинули на її творчість, зокрема Гарольда Пінтера, Томаса Еліота, Вільяма Батлера Єйтса, Джеймса Джойса, Теда Г'юза і таких сучасників, як Шейн МакҐован і Джез Баттерворт. Елвіс Преслі також згадувався в її книзі «Orlam» 2022 року і синглі «A Child's Question, August» 2023 року.

## Інші проєкти
Окрім своєї відомішої музичної кар'єри, Гарві також час від часу виступає як художниця та актриса. 1998 року вона з'явилася у фільмі Гела Гартлі The Book of Life в ролі Магдалини — сучасного персонажа, заснованого на біблійній Марії Магдалині — і мала роль камео зайчика Плейбоя в короткометражному фільмі A Bunny Girl's Tale режисерки Сари Майлз, в якому вона також виконує пісню «Nina in Ecstasy», уривок з альбому  Is This Desire?. Гарві також співпрацювала з Майлз в іншому фільмі, Amaeru Fallout 1972, в якому Гарві виконує кавер-версію пісні «When Will I See You Again».
Гарві також є досвідченою скульпторкою, чиї роботи виставлялися в Галереї Ламонт та Центрі мистецтв Брідпорта. 2010 року її запросили бути дизайнером літнього випуску літературного журналу Френсіса Форда Копполи «Zoetrope: All-Story», де були представлені картини та малюнки Гарві разом з оповіданнями Вуді Аллена. Її останні роботи увійшли до другої книги поезії «Orlam».
У грудні 2013 року Гарві дебютувала з публічним читанням віршів у Британській бібліотеці. 2 січня 2014 року вона була гостьовою редакторкою програми «Today» на BBC Radio 4.
У жовтні 2015 року Гарві опублікувала свою першу збірку віршів, створену у співпраці з фотографом Шеймусом Мерфі, під назвою «The Hollow of The Hand». Для створення книги Гарві та Мерфі здійснили кілька подорожей до Косово, Афганістану та Вашингтона. Їхній досвід був задокументований у фільмі Мерфі A Dog Called Money, який вийшов на екрани кінотеатрів Великої Британії та в Інтернеті 8 листопада 2019 року. Раніше вони разом створили 12 короткометражних фільмів для альбому Let England Shake.
У квітні 2022 року вона опублікувала книгу оповідної поеми під назвою «Orlam».

## Особисте життя
Гарві відкидає думку про те, що тексти її пісень є автобіографічними, сказавши в інтерв'ю для The Times у 1998 році: «Міф про замученого митця нестримно поширюється. Люди малюють мене як якогось чорного диявола з пекла, який практикує чаклунство, що я маю бути збоченою і темною, щоб робити те, що я роблю. Це повна нісенітниця». Більше того, пізніше вона сказала Spin: «Деякі критики сприймають мою творчість настільки буквально, що, послухавши „Down by the Water“, вони повірять, що я насправді народила дитину і втопила її».
На початку 1990-х Гарві мала стосунки з барабанщиком і фотографом Джо Ділвортом. З 1996 по 1997 рік, після їхньої музичної співпраці, Гарві мала стосунки з Ніком Кейвом, а їхній подальший розрив вплинув на наступний студійний альбом Кейва The Boatman's Call 1997 року, в якому такі пісні, як «Into My Arms», «West Country Girl» і «Black Hair» були написані про неї.
У Гарві є один старший брат, Сол, і четверо племінників від нього. 1995 року вона висловила любов до дітей і заявила, що хотіла б їх мати, сказавши: «Я б не думала про це, якби не була одружена. Я повинна була б зустріти когось, з ким я хотіла б провести решту свого життя. Це єдина людина, яку я хотіла б бачити батьком своїх дітей. Можливо, цього ніколи не станеться. Очевидно, я дивлюся на це дуже раціонально, але я б хотіла мати дітей».
Королева Єлизавета II призначила Гарві членкинею Ордену Британської імперії (MBE) у 2013 році за заслуги в музиці.

## Дискографія
- Dry (1992)
- Rid of Me (1993)
- To Bring You My Love (1995)
- Is This Desire? (1998)
- Stories from the City, Stories from the Sea (2000)
- Uh Huh Her (2004)
- White Chalk (2007)
- Let England Shake (2011)
- The Hope Six Demolition Project (2016)
- I Inside the Old Year Dying (2023)

## Персоналії

### Нинішні учасники
- Поллі Гарві — вокал, саксофон, гітара, автоарфа, піаніно, орган, клавішні, скрипка, віолончель, вібрафон, маримба, дзвоники, перкусія, джембе, бас, мелодика, цитра, гармоніка, арфа (з 1991)
- Джон Періш — бек-вокал, гітара, барабани, клавішні, бас, банджо, орган, укулеле, тромбон, родес, мелотрон, ксилофон, перкусія (1994—1998, з 2006)
- Жан-Марк Батті — бек-вокал, барабани, перскусія (1994—1996, з 2006)
- Джеймс Джонстон — бек-вокал, клавішні, скрипка, гітара, орган (1993 запрошений музикант, з 2014)
- Джон Ферраріо — бек-вокал, гітара, бас, клавішні (2006—2009, з 2023)

### Колишні музиканти
- Ерік Дрю Фельдман — піаніно, клавішні, бас, оптиган, мелотрон, мінімуг, бек-вокал (1994—2009)
- Мік Гарві — бек-вокал, бас, клавішні, орган, гітара, барабани, фісгармонія, акордеон, губна бас-гармоніка, піаніно, родес, ксилофон, перкусія (1994—2001, 2009—2017)
- Роб Елліс — барабани і перкусія, вокал, фісгармонія, піаніно, елктропіано, тумбурин, синтезатор, клавішні, дзвіночки, клавесин, вібрафон (1991—1993, 1998—2004)
- Стів Вон — бас (1991—1993)
- Нік Багнолл — бас, клавішні (1994—1996)
- Джо Гор — гітара, e-bow (1994—1996)
- Джеремі Хогг — гітара (1996—1998)
- Маргарет Фідлер — гітара, віолончель (2000—2001)
- Тім Фартінг — гітара (2000—2001)
- Саймон «Dingo» Арчер — бас (2004)
- Джош Клінггоффер — гітара, барабани, перкусія (2004)
- Джим Вайт — барабани (2006—2007)
- Карла Азар — барабани (2006—2008, студійний музикант)
- Ален Йоганнес — бек-вокал, гітари, клавішні, перкусія, саксофон (2015—2017)
- Енріко Габріеллі — бек-вокал, перкусія, бас-кларнет, цуг-флейта, бассет-кларнет (2015—2017)
- Алессандро Стефана — бек-вокал, гітари (2015—2017)
- Террі Едвардс — бек-вокал, саксофон, перкусія, клавішні, гітара, флейта, бас-гармоніка, мелодика, труба (1993 концертний запрошений музикант, 1997 студійний музикант, 2015—2017)
- Кенрік Роу — бек-вокал, перкусія (2015—2017)